# 叠彩区
叠彩区是中华人民共和国广西壮族自治区桂林市的一個市辖区，面积52平方公里。区人民政府驻中山北路147号。

## 行政区划
叠彩区下辖2个街道办事处、1个乡：
叠彩街道、北门街道和大河乡。

## 沿革
1996年12月2日，国务院批准：原郊区大河乡、穿山乡的清风村划归叠彩区管辖。1997年3月，叠彩区下设叠彩、北门街道。1998年冬，桂林长海机械厂、桂林拉丝厂、第二造纸厂、通讯电缆厂、芦笛岩景区等由辖区划出。2005年，由锦绣社区析出凤集社区。2006年，叠彩区共辖2街道、1乡、15个社区和15个行政村。2006年1月，区治迁至中山北路147号。

## 人口
根據第七次人口普查數據，截至2020年11月1日零時，疊彩區常住人口為202875人。

## 交通

### 公路
- 322国道

### 鐵路
- 桂林北站：湘桂铁路、衡柳铁路、贵广客运专线

## 风景名胜
- 叠彩山
- 伏波山
- 虞山
- 木龙湖
- 八路军桂林办事处旧址